# Het Wrak van de Noordzee
Het Wrak van de Noordzee (conosciuto anche come Het wrak in de Noordzee, Vischers' Lief en leed e con il titolo internazionale The Wreck in the North Sea) è un film del 1915, diretto da Theo Frenkel senior.

## Trama
Marie - figlia del capitano Rooseveldt, proprietario del peschereccio "Evelina", di stanza a Scheveningen - e Arend sono fidanzati. Ma anche Jan van der Velde ambisce alla mano della donna. Essendo stato rifiutato dall'amata il rancoroso Jan sobilla i membri dell'equipaggio dell'Evelina, di cui fa parte, al punto che fra Rooseveldt e un altro marinaio, Kees Bruinsma, nasce un alterco mentre sono in mare. Per difendersi da Kees il capitano ne provoca la caduta fuoribordo. Nonostante il repentino tentativo di Rooseveldt di andarlo a recuperare con una scialuppa Kees annega. Da allora il capitano Rooseveldt, sentendosi responsabile della sua morte, perde il suo sorriso.
Unico testimone del fatto è proprio Jan, che promette a Rooseveldt – che avrebbe altrimenti potuto passare grossi guai - di mantenere il silenzio sull'accaduto, a patto che il capitano lo aiuti a ottenere la figlia in sposa. Così, riluttante e oltremodo angosciato, il capitano inizia ad agire in modo da convincere, o costringere, la sbigottita Marie a distaccarsi da Arend – che pure era ben visto dalla famiglia Rooseveldt - e ad accettare piuttosto Jan. La cosa richiede diverso tempo e svariate opposizioni, ma alla fine pare riuscire: Marie – in tempi in cui era praticamente impossibile ai figli contrariare il parere del padre – restituisce ad Arend, parimenti incredulo, l'anello di fidanzamento. E a questo punto si estingue anche il sorriso di Marie.
Ma il rancoroso e piuttosto squilibrato Jan non si accontenta: una notte si reca all'ormeggio, penetra nell'"Annette", il peschereccio di Arend, e lo sabota, segandone una porzione del fasciame. La mattina successiva l'Annette salpa, e, inevitabilmente, una volta in mare aperto, cola a picco, mentre i membri dell'equipaggio cercano salvezza gettandosi a mare.
A recare la triste notizia alla comunità – che stava ormai celebrando con una tradizionale festa il fidanzamento ufficiale dell'attonita Marie con Jan - è un altro pescatore, che con la sua imbarcazione si era imbattuto in ciò che restava dell'Annette: l'estremità superiore dell'albero maestro, affiorante dalle acque. A questo punto Rooseveldt esterna i propri sospetti su Jan, probabile responsabile della strage, ed espone davanti a tutti gli avvenimenti che hanno portato alla morte di Kees. Si libera così la coscienza oppressa per così tanto tempo, e l'abbozzo di un sorriso comincia a rinascere sul suo volto.
E Marie, questa volta, è furiosa e decisa ad andare a fondo della situazione. Vendendo alcuni suoi oggetti di valore riesce ad assoldare un palombaro che si cali in prossimità del relitto dell'Annette per verificare lo stato delle cose. Il palombaro, calatosi, riscontra il sabotaggio compiuto sullo scafo del peschereccio.
Dal giudice istruttore, intanto, a seguito delle nuove ammissioni di Rooseveldt vengono interrogati il capitano stesso e Jan, che, sotto pressione, ammette che la morte di Kees non è imputabile a Rooseveldt, essendosi trattato di un incidente imprevisto. Nell'aula irrompono Marie e il palombaro, che fornisce la propria testimonianza. Jan cede, confessa la propria responsabilità nel sabotaggio dell'imbarcazione e viene arrestato.
Marie, nonostante abbia ottenuto giustizia, cade in uno stato di prostrazione per la perdita di Arend. Solo tre mesi dopo Arend, che era stato tratto in salvo con tutto l'equipaggio dell'Annette da un'imbarcazione in rotta per l'Islanda, farà ritorno al paese natale e riabbraccerà l'amata, che ora, a sua volta, ritrova il proprio sorriso.

## Produzione
Il film era dotato di un budget di 6000 fiorini olandesi.
Le riprese di Het Wrak van de Nordzee sono state effettuate a Scheveningen. Si tratta del primo film che il regista Theo Frenkel sr. realizza tramite la casa di produzione Amsterdam Film Cie, da lui fondata. Nella pellicola sono applicati i nuovi espedienti tecnici che Theo Frenkel aveva appreso durante la sua lunga permanenza all'estero come assistente alla regia.

## Distribuzione
Il film, distribuito dalla Cinema Palace NV, è uscito nelle sale cinematografiche dei Paesi Bassi il 5 novembre 1915.
Il Nederland Filmmuseum conserva una copia intatta della pellicola, di una lunghezza complessiva di 1510 metri.

## Accoglienza
La rivista De Bioscoop-Courant dell'8 ottobre 1915 riferiva dell'imminente uscita del film in questi termini: " (…) un (film) ambientato sulla costa olandese con la sua tipica popolazione, e il più grande dolore per la comunità di pescatori: il naufragio di un peschereccio."